# Fulton County (Arkansas)
Das Fulton County ist ein County im US-Bundesstaat Arkansas. Der Verwaltungssitz (County Seat) ist Salem. Das County gehört zu den Dry Countys, was bedeutet, dass der Verkauf von Alkohol eingeschränkt oder verboten ist.

## Geographie
Das County liegt auf dem Ozark-Plateau im äußersten Norden von Arkansas, grenzt im Norden an Missouri und hat eine Fläche von 1607 Quadratkilometern, wovon sechs Quadratkilometer Wasserflächen sind. Es grenzt an folgende Countys:
| Ozark County (Missouri) | Howell County (Missouri) | Oregon County (Missouri) |
| Baxter County           |                          | Sharp County             |
|                         | Izard County             |                          |

## Geschichte

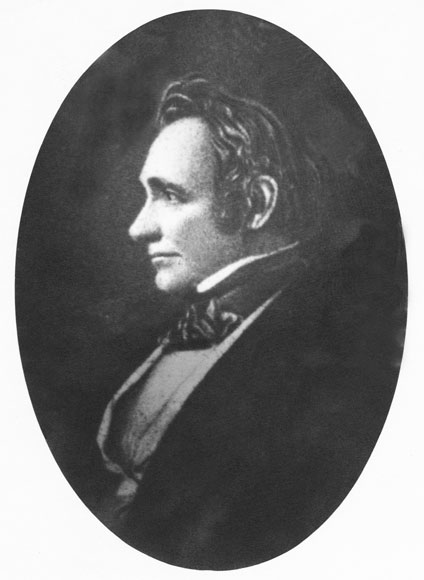
Fulton

Das Fulton County wurde am 21. Dezember 1842 aus Teilen des Izard County gebildet. Benannt wurde es nach William Savin Fulton (1795–1844), dem letzten Gouverneur des Arkansas-Territoriums (1835–1836) und einem der beiden ersten US-Senatoren des neuen Bundesstaates (1836–1844).

## Demografische Daten
Nach der Volkszählung im Jahr 2010 lebten im Fulton County 12.245 Menschen in 4461 Haushalten. Die Bevölkerungsdichte betrug 7,6 Einwohner pro Quadratkilometer.
Ethnisch betrachtet setzte sich die Bevölkerung zusammen aus  96,8 Prozent Weißen, 0,3 Prozent Afroamerikanern, 0,6 Prozent amerikanischen Ureinwohnern, 0,2 Prozent Asiaten sowie aus anderen ethnischen Gruppen; 1,7 Prozent stammten von zwei oder mehr Ethnien ab. Unabhängig von der ethnischen Zugehörigkeit waren 0,8 Prozent der Bevölkerung spanischer oder lateinamerikanischer Abstammung.
In den 4.461 Haushalten lebten statistisch je 2,54 Personen.
20,4 Prozent der Bevölkerung waren unter 18 Jahre alt, 57,0 Prozent waren zwischen 18 und 64 und 22,6 Prozent waren 65 Jahre oder älter. 51,1 Prozent der Bevölkerung waren weiblich.
Das jährliche Durchschnittseinkommen eines Haushalts lag bei 30.831 USD. Das Prokopfeinkommen betrug 17.096 USD. 23,0 Prozent der Einwohner lebten unterhalb der Armutsgrenze.

## Kultur und Sehenswürdigkeiten

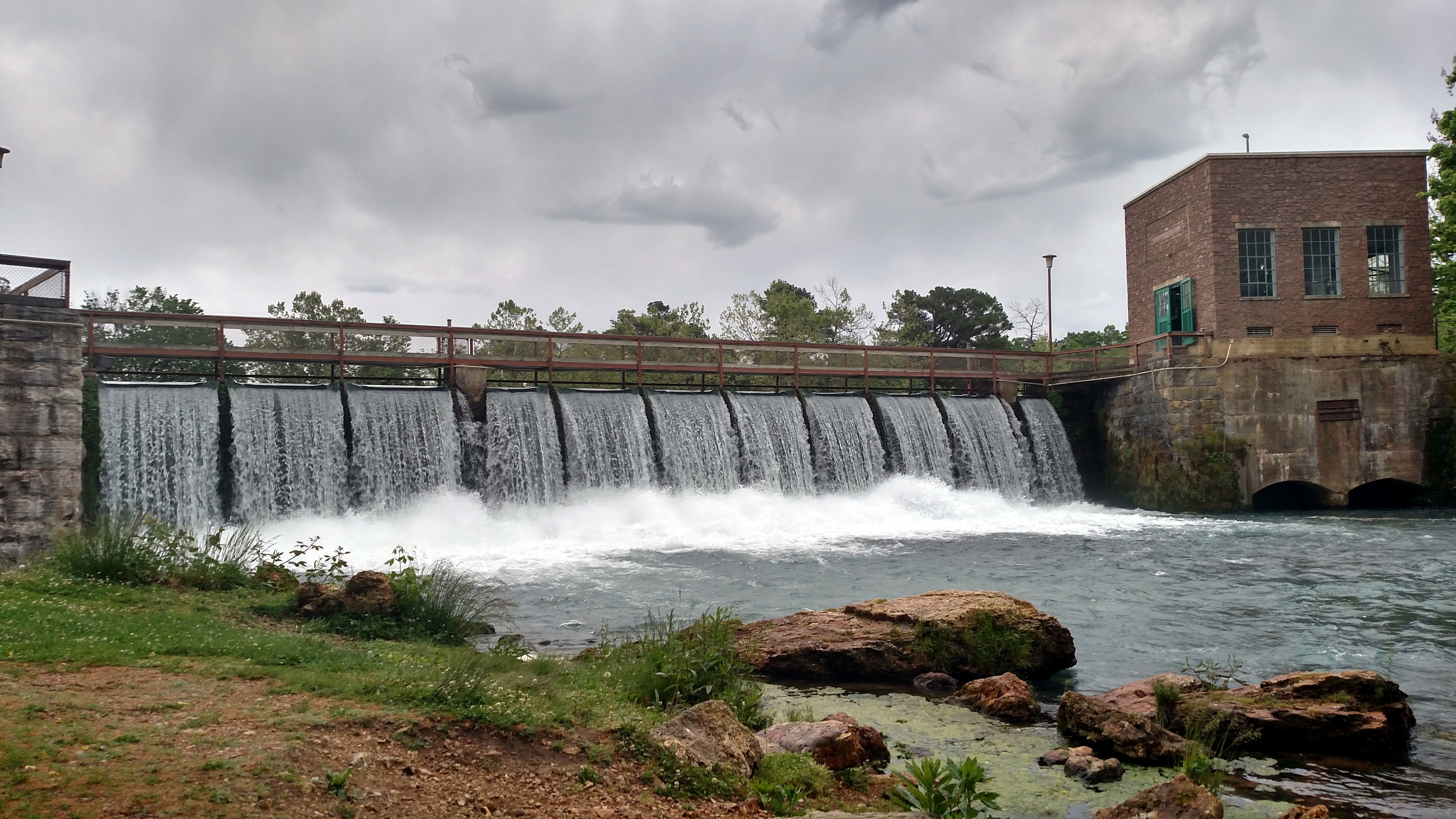
Mammoth Spring Dam and Lake (2016). Dieses Stauwehr stammt aus dem Jahr 1887 und ist seit Juli 2009 im National Register of Historic Places eingetragen.

Elf Bauwerke und Stätten des Countys sind im National Register of Historic Places („Nationales Verzeichnis historischer Orte“; NRHP) eingetragen (Stand 24. Februar 2022), darunter zwei Brücken, die Camp Methodist Church und der Mammoth Spring Dam and Lake.

## Orte im Fulton County
Citys
| - Ash Flat1 - Cherokee Village1 - Hardy1 | - Horseshoe Bend2 - Mammoth Spring - Salem |

Town
- Viola

Unincorporated Communitys
| - Bexar - Camp - Elizabeth | - Gepp - Glencoe - Sturkie |

1 – teilweise im Sharp County

2 – teilweise im Izard und im Sharp County

weitere Orte
- Agnos
- Baker Ford
- Byron
- Cornertown
- Fairview
- French
- Fryatt
- Gepp
- Heart
- King
- Kittle
- Many Islands
- Mitchell
- Moko
- Morriston
- Mount Pleasant
- Ott
- Ruth
- Saddle
- Shady Grove
- Wheeling
- Wild Cherry
- Woodland Hills

Townships
- Afton Township
- Benton Township
- Big Creek Township
- Cleveland Township
- Fulton Township
- Mammoth Spring Township
- Mount Calm Township
- Myatt Township
- Pleasant Ridge Township
- South Fork Township
- Strawberry Township
- Union Township
- Vidette Township
- Washington Township
- Wilson Township

## Schutzgebiete
- Mammoth Spring State Park